# جيم وليامز
جيم وليامز (بالإنجليزية: Jim Williams)‏ هو سياسي أمريكي، ولد في 17 يونيو 1926 في أوكالا في الولايات المتحدة، وتوفي في 16 ديسمبر 2016. حزبياً، نشط في الحزب الديمقراطي. وقد انتخب عضو مجلس ولاية فلوريدا.